# Litígio de mudança climática
O litígio de mudança climática, também conhecido como litígio climático, é um termo emergente de legislação ambiental que usa práticas jurídicas e precedentes para promover esforços de mitigação da mudança climática de instituições públicas, como governos e empresas. Diante da lentidão das políticas de mudança climática que atrasam a mitigação da mudança climática, activistas e advogados aumentaram os esforços para usar os sistemas judiciários nacionais e internacionais para dar mais alento ao esforço.
Desde o início dos anos 2000, as estruturas jurídicas para combater as mudanças climáticas estão cada vez mais disponíveis através de legislação, e um crescente número de processos judiciais desenvolveu uma rede internacional de leis que conectam a acção climática às contestações legais, relacionadas ao direito constitucional, direito administrativo, direito privado, legislação de defesa do consumidor ou direitos humanos. Muitos dos casos e abordagens de sucesso têm-se concentrado no avanço das necessidades de justiça climática e do movimento jovem pelo clima.
Após a decisão de 2019 em Estado da Holanda v. Fundação Urgenda, que deu requisitos obrigatórios para o estado da Holanda lidar com a mudança climática, ocorreu uma tendência crescente de casos de activistas obtendo sucesso em tribunais um pouco por todo o mundo. 2019 viu um aumento acentuado nas acções e, em fevereiro de 2020, a Norton Rose Fulbright publicou uma revisão que identificava mais de 1400 casos em 33 países. No início de 2020, os casos mais pendentes em qualquer país estavam nos Estados Unidos, onde mais de 1000 casos estavam a decorrer.